# Diócesis de Ganda
La diócesis de Ganda (en portugués: Diocese de Ganda) es una circunscripción eclesiástica de la Iglesia católica en Angola. Se trata de una diócesis latina, sufragánea de la arquidiócesis de Huambo. Desde el 1 de agosto de 2024 su obispo electo es Estêvão Binga.

## Territorio y organización
La diócesis tiene 24 447 km² y extiende su jurisdicción sobre los fieles católicos de rito latino residentes en los municipios de Chongoroi, Caimbambo, Cubal y Ganda de la provincia de Benguela y el de Tchinjenje de la provincia de Huambo.
La sede de la diócesis se encuentra en la ciudad de Ganda, en donde se halla la Catedral de San Juan Bautista.
En 2024 en la diócesis existían 12 parroquias.

## Historia
La diócesis fue erigida el 1 de agosto de 2024 por el papa Francisco, obteniendo el territorio de la diócesis de Benguela.

## Estadísticas
Según el Anuario Pontificio 2022 la diócesis tenía a fines de 2021 un total de 633 636 fieles bautizados.
| Año | Población            | Población | Población      | Sacerdotes | Sacerdotes    | Sacerdotes    | Bautizados por sacerdote | Diáconos permanentes | Religiosos | Religiosos | Parroquias |
| Año | Bautizados católicos | Total     | % de católicos | Total      | Clero secular | Clero regular | Bautizados por sacerdote | Diáconos permanentes | Varones    | Mujeres    | Parroquias |
| --- | -------------------- | --------- | -------------- | ---------- | ------------- | ------------- | ------------------------ | -------------------- | ---------- | ---------- | ---------- |
| 2024 | 633 636              | 947 826   | 66.9           | 59         | 47            | 12            | 10 739                   |                      | 15         | 64         | 12         |
| Fuente: Catholic-Hierarchy, que a su vez toma los datos del Boletín de la Santa Sede que anunció la erección de la diócesis. |                      |           |                |            |               |               |                          |                      |            |            |            |

## Episcopologio
- Estêvão Binga, desde el 1 de agosto de 2024